# Yaqub Mor Anthonios
Yaqub Mor Anthonios (ur. 12 lipca 1952 w Kalamboor) – duchowny Malankarskiego Syryjskiego Kościoła Ortodoksyjnego, będącego częścią Syryjskiego Kościoła Ortodoksyjnego, od 2009 biskup Mangalore..